# آسپیرینگ ایر
آسپیرینگ ایر (به انگلیسی: Aspiring Air) یک شرکت هواپیمایی با کد یاتا OI است که در تاریخ ۱۹۷۴ میلادی تأسیس شده است.
دفتر مرکزی آسپیرینگ ایر در نیوزیلند واقع شده‌است و قطب این شرکت هواپیمایی در فرودگاه واناکا قرار دارد و به کویینزتاون، نیوزیلند، پرواز مستقیم انجام می‌دهد.